# Тулемисов, Шакир
Тулемисов Шакир (каз.Төлемісов Шәкір; 6 января 1907, Актюбинская область — 1988, Алма-Атинская область) — казахский государственный деятель. Депутат I созыва Верховного Совета Казахской ССР (1938). Участник Великой Отечественной войны.

## Биография
Тулемисов Шакир родился в 1907 году в казахской семье в Табынском районе Актюбинской области (ныне территория Казахстана). В молодости занимался пастьбой скота, помогая семье в условиях тяжелой экономической ситуации в первые годы становления Советской власти.
В 1929 году переехал в город, где работал на фабрике. В этот период прошел обучение на курсах ликбеза, что позволило ему получить базовое образование. В 1932 году стал бригадиром по перегону скота в Ташкенте. Способности к организации труда и взаимодействию с людьми проявились уже на этой должности.
В 1934 году занимался работой среди казахских беженцев в Каракалпакстане, организовывая их возвращение в Казахстан. Позднее вместе с переселенцами обосновался в Каскеленском районе.
С 1937 года работал в колхозе «Екпинды» (Илийский район), где занимался разведением лошадей. Благодаря его труду было налажено разведение племенных лошадей для нужд кавалерии Красной армии. За свою работу неоднократно награждался колхозом и местными властями, а в 1937 году получил премию Народного комиссариата земледелия СССР.
В 1938 году был избран депутатом Верховного Совета Казахской ССР первого созыва от Каскеленского избирательного округа. Перед началом Великой Отечественной войны окончил Алма-Атинский сельскохозяйственный техникум и был назначен председателем колхоза «Политотдел».
В 1942 году Шакир Тулемисов ушел на фронт. Служил рядовым минометчиком в составе 7-й гвардейской кавалерийской дивизии. Был ранен в октябре 1943 года и награжден знаком «Лучший минометчик». За заслуги на фронте получил орден Отечественной войны I степени и 12 медалей. Демобилизовался в октябре 1945 года.
После войны продолжил трудовую деятельность в сельском хозяйстве. Был председателем колхозов имени Сталина, «Екпинды», имени Ленина, а также председателем колхоза имени Жамбыла. Под его руководством колхоз имени Жамбыла был преобразован в совхоз, где он стал заведующим одного из отделений.
В 1973 году Шакир Тулемисов вышел на пенсию. Был удостоен звания пенсионера республиканского значения в Казахской ССР.
Шакир Тулемисов скончался в 1988 году.

## Награды
- Орден Отечественной войны I степени (09.06.1945)

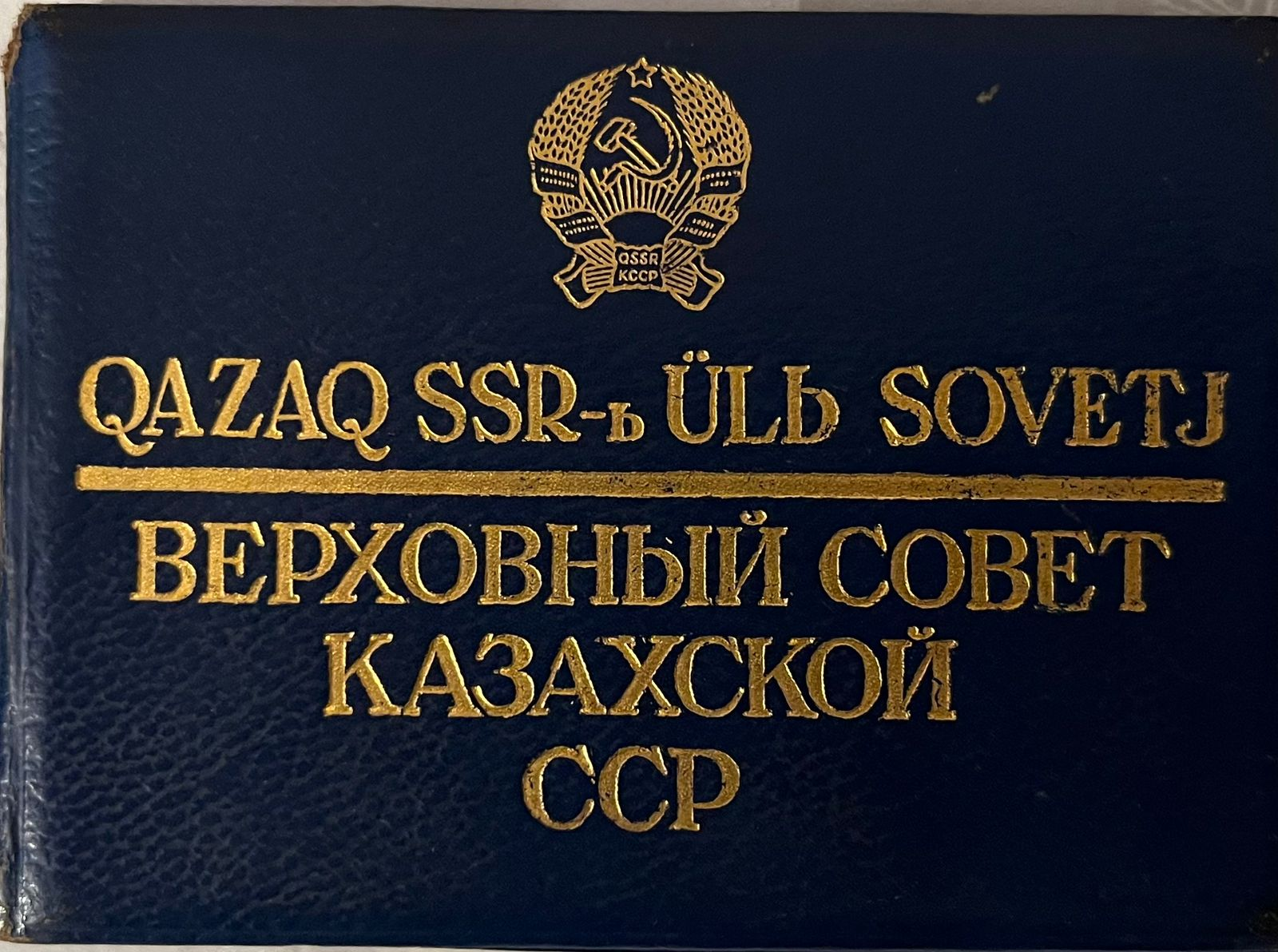
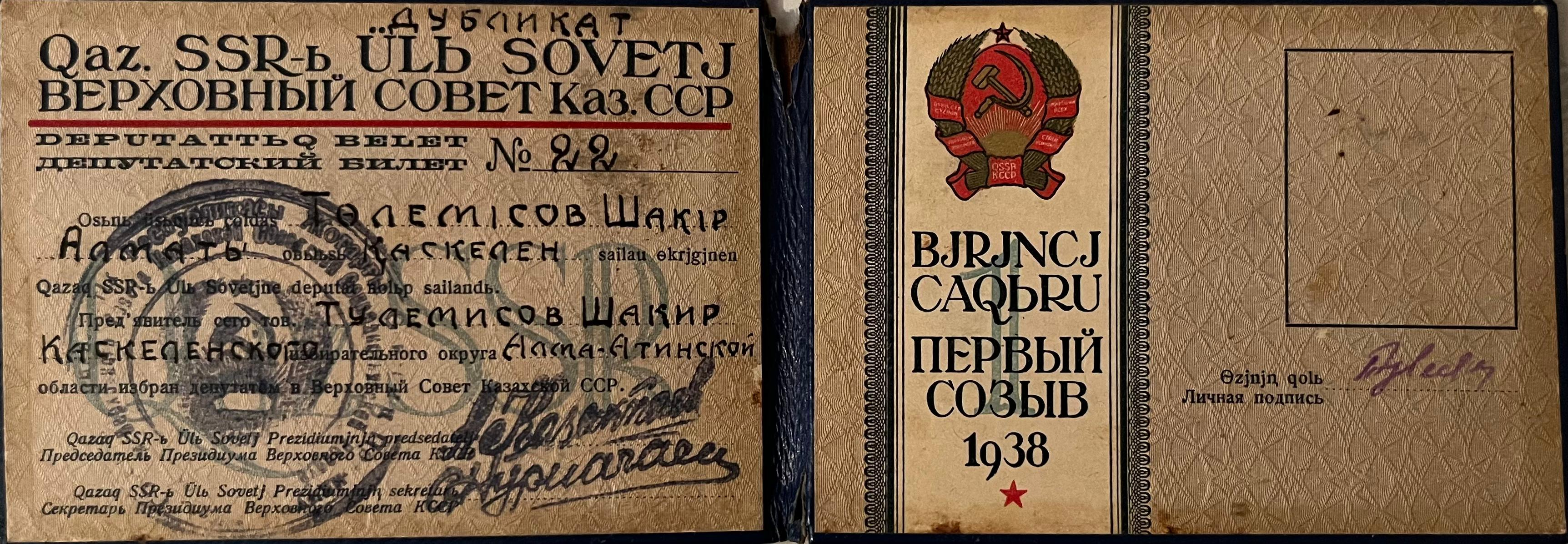
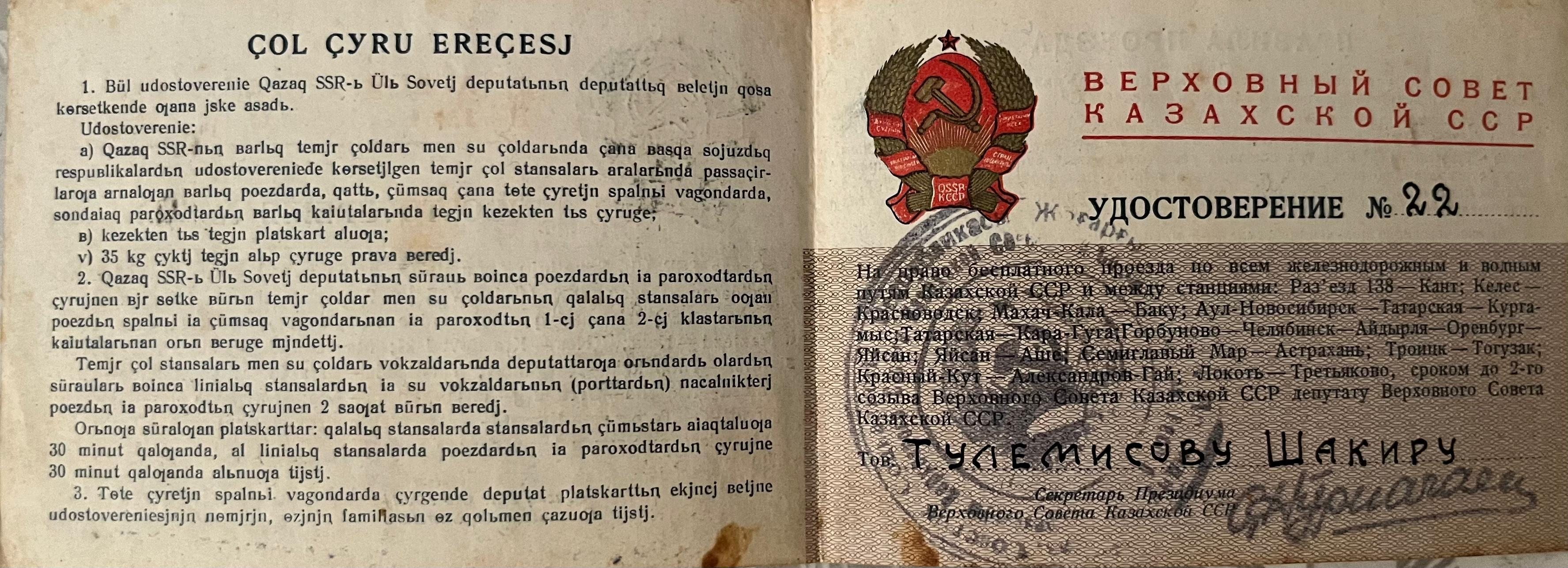

- медаль За отвагу[1].